# Drosophila allochroa
Drosophila allochroa este o specie de muște din genul Drosophila, familia Drosophilidae, descrisă de Tsacas în anul 2002. Conform Catalogue of Life specia Drosophila allochroa nu are subspecii cunoscute.